# Uniwersytet Harvarda
Uniwersytet Harvarda (ang. Harvard University) – prywatna uczelnia powstała 8 września 1636 jako Harvard College w Newtowne (wówczas w Kolonii Zatoki Massachusetts, obecnie Cambridge) koło Bostonu jako pierwszy uniwersytet na terenie kolonii brytyjskich w Ameryce Północnej.
Uczelnia zajmuje konsekwentnie pierwsze miejsce w Akademickim Rankingu Uniwersytetów Świata, opracowywanym przez Institute of Higher Education przy Uniwersytecie Jiao Tong w Szanghaju (tzw. Lista Szanghajska).
Harvard University jest też najbogatszą uczelnią świata – w 2015 jej majątek wynosił 37,6 mld USD.

## Historia
Nazwę uczelnia otrzymała od nazwiska duchownego purytańskiego, wielebnego Johna Harvarda, który był pierwszym darczyńcą uczelni, wówczas posiadającej status college’u. Harvard utrzymywał szkołę, od momentu jej powstania do swojej śmierci. W testamencie zapisał jej swoją bibliotekę i połowę majątku.
Imię Harvarda uczelnia przyjęła w dniu 13 marca 1639 roku. Pierwsze stypendia dla studentów tej uczelni ufundowała w 1643 Ann Radcliffe (1576–1661). Studenci wielokrotnie protestowali przeciwko złemu żywieniu, np. w 1766 doszło do „buntu maślanego”, a w latach 1807–1808 do „buntu zepsutej kapusty”.
Mianem uniwersytetu (zamiast funkcjonującej do tej pory nazwy college) posłużyła się po raz pierwszy Konstytucja Massachusetts z 1780 roku. Na początku XIX wieku szkołę zreformowano, głównie za sprawą George’a Ticknora.
Najważniejszym wydarzeniem w dziejach Harvardu w drugiej połowie XIX wieku były zmiany wprowadzone przez Charlesa Williama Eliota, prezydenta Uniwersytetu w latach 1869–1909. Zmusił on profesorów do prowadzenia badań. Doprowadził też do zmian w programie nauczania, łącząc teoretyczną wiedzę z praktyką.
Obecnie na uniwersytecie studiuje około 21 tys. osób.
Na uniwersytecie działa, założone w 1990, stowarzyszenie studentów polskich o nazwie „Polskie Towarzystwo na Harvardzie” (ang. Harvard Polish Society).

## Organizacja
Harvard jest zarządzany przez dwa organy – President and Fellows of Harvard College, znany również jako Harvard Corporation oraz założony w 1960 Harvard Board of Overseers. President of Harvard University jest codziennym administratorem Harvardu – wyznaczony i odpowiedzialny przed Harvard Corporation.
Harvard składa się z dziewięciu wydziałów, poniżej według daty powstania:
- Harvard Faculty of Arts and Sciences oraz jego podwydział Harvard Division of Engineering and Applied Sciences, które razem obsługują:
  - Harvard College (1636)
  - Harvard Graduate School of Arts and Sciences (1872)
  - Harvard Division of Continuing Education, włączając Harvard Extension School (1909) oraz Harvard Summer School (1871)
- Faculty of Medicine, włączając Harvard Medical School (1782) oraz Harvard School of Dental Medicine (1867)
- Harvard Divinity School (1816)
- Harvard Law School (1817)[8]
- Harvard Business School (1908)
- Graduate School of Design (1914)
- Graduate School of Education(inne języki) (1920)
- School of Public Health(inne języki) (1922)
- John F. Kennedy School of Government (1936).

W 1999 Radcliffe College został przemianowany na Radcliffe Institute for Advanced Study.

## Znani absolwenci i studenci
- John Ashbery, poeta
- Steve Ballmer, były dyrektor Microsoftu
- George W. Bush, prezydent USA w latach 2001–2009
- Amy Brenneman, aktorka
- Mary Whiton Calkins, psycholog
- Floyd Henry Allport, psycholog
- książę Aga Chan IV, imam aga chanów
- Eric Lenneberg, językoznawca
- Jeremy Lin, koszykarz
- Tom Morello, gitarzysta (m.in. Rage Against The Machine, Audioslave)
- Barack Obama, prezydent USA w latach 2009–2017
- Julius Robert Oppenheimer, fizyk (1922)
- Masako Owada, cesarzowa Japonii
- Agata Passent, dziennikarka
- Natalie Portman, aktorka
- Franklin Delano Roosevelt, prezydent USA w latach 1933–1945
- Theodore Roosevelt, prezydent USA w latach 1901–1909
- Harlan Smith, astronom
- Richard Stallman, założyciel projektu GNU
- Ryszard Szaro, polski futbolista amerykański
- Meg Taylor, papuaska polityczka, w latach 2014–2021 sekretarka generalna Forum Wysp Pacyfiku
- Isoroku Yamamoto, admirał (student specjalnego kursu języka angielskiego 1919–1921)[9][10]

## Znani wykładowcy
- Louis Agassiz – zoolog
- Chris Argyris – ekonomista
- John Kenneth Galbraith – ekonomista
- Roy Glauber – fizyk
- Anna Goldfeder – radiolog
- Asaph Hall – astronom
- Jeffrey Hamburger – historyk sztuki
- Henry James – pisarz
- William James – filozof, psycholog
- Rem Koolhaas – architekt
- Eric Lenneberg – językoznawca
- Czesław Miłosz – poeta
- Wiktor Weintraub – slawista
- Richard Wrangham – antropolog
- Radosław Sikorski – minister spraw zagranicznych, europoseł[11]
- Jerzy Sołtan – architekt[12]

## Inne osoby związane z uczelnią
- Bill Gates (studiów nie ukończył)
- Gabe Newell, założyciel Valve (nie ukończył)
- Mark Zuckerberg, główny twórca serwisu społecznościowego Facebook – rozpoczął studia, jednak je porzucił w 2004; w 2017 uczelnia przyznała mu stopień honorowy[13][14]

## Galeria

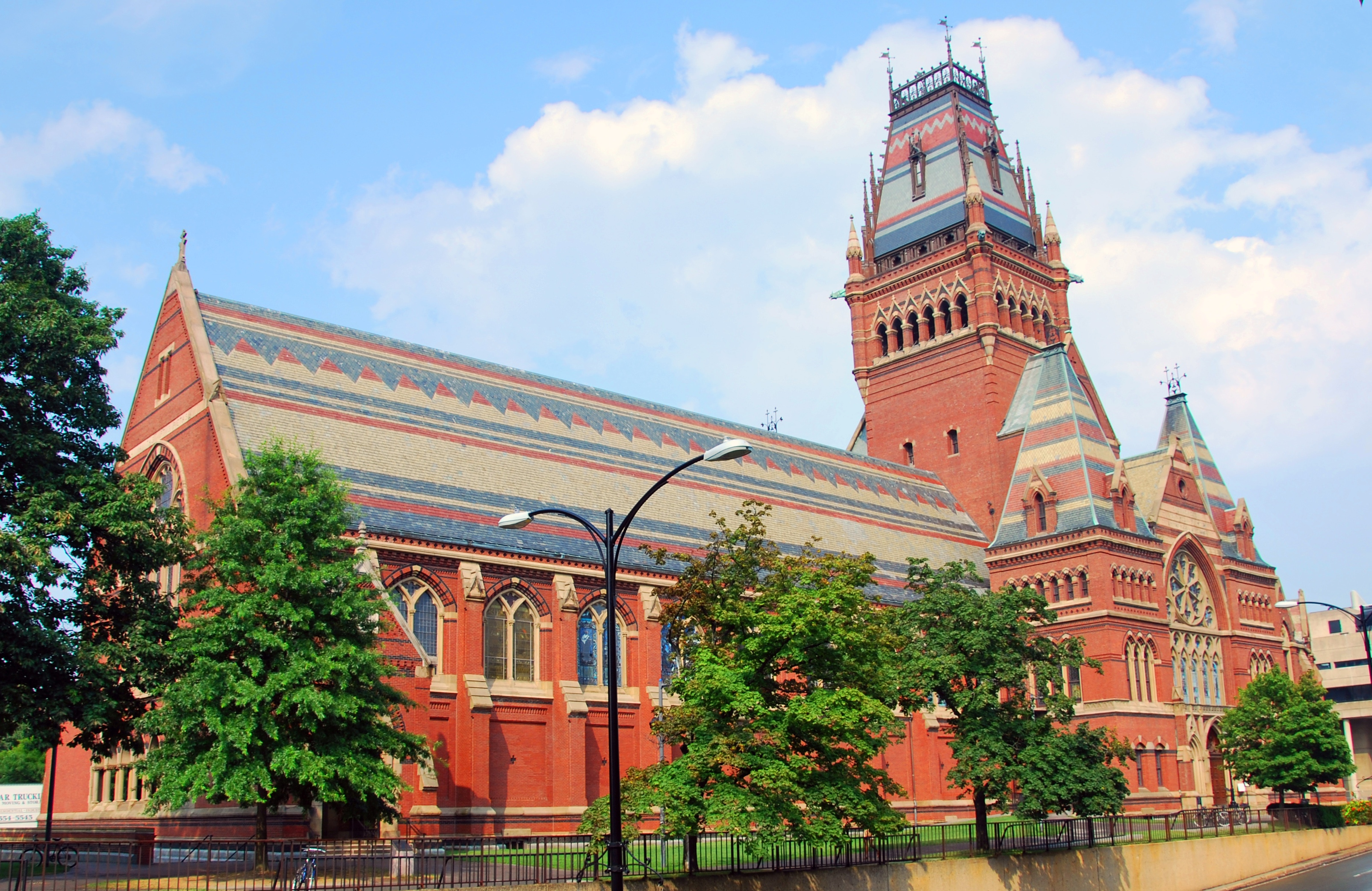
Sanders Theatre
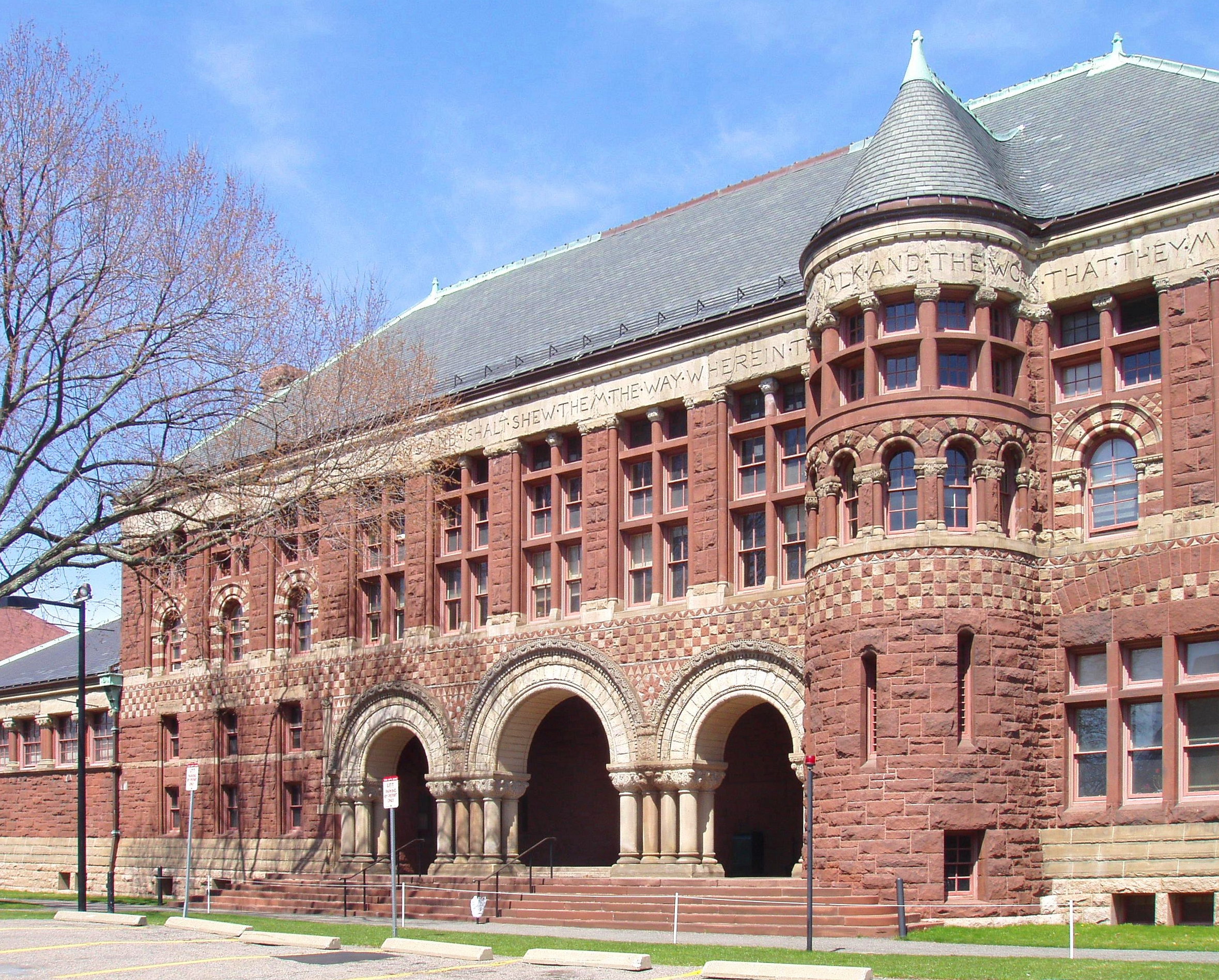
Austin Hall – jeden z budynów, w których mieści się Harvard Law School
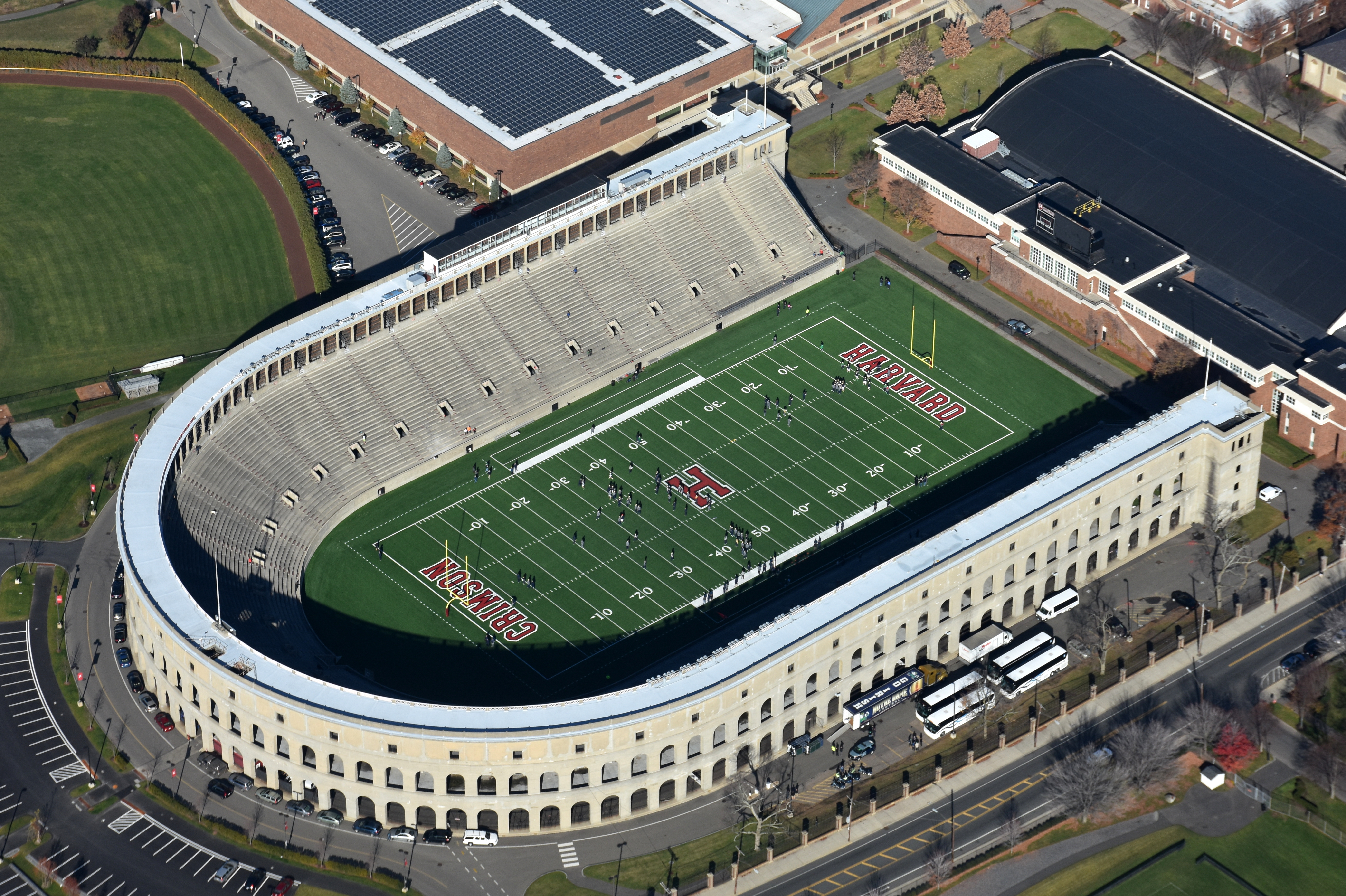
Harvard Stadium
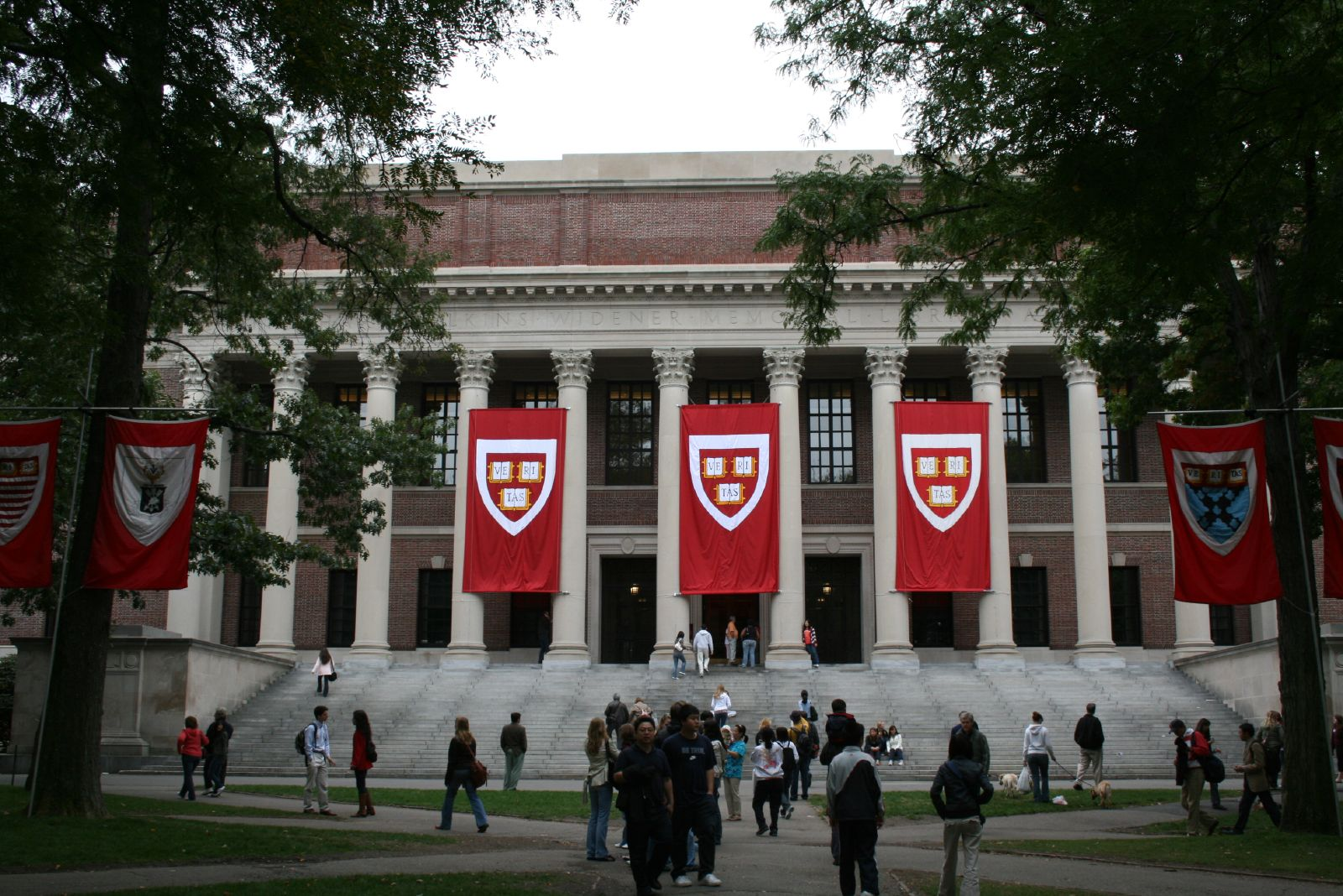
Widener Library – największa biblioteka Uniwersytetu Harvarda
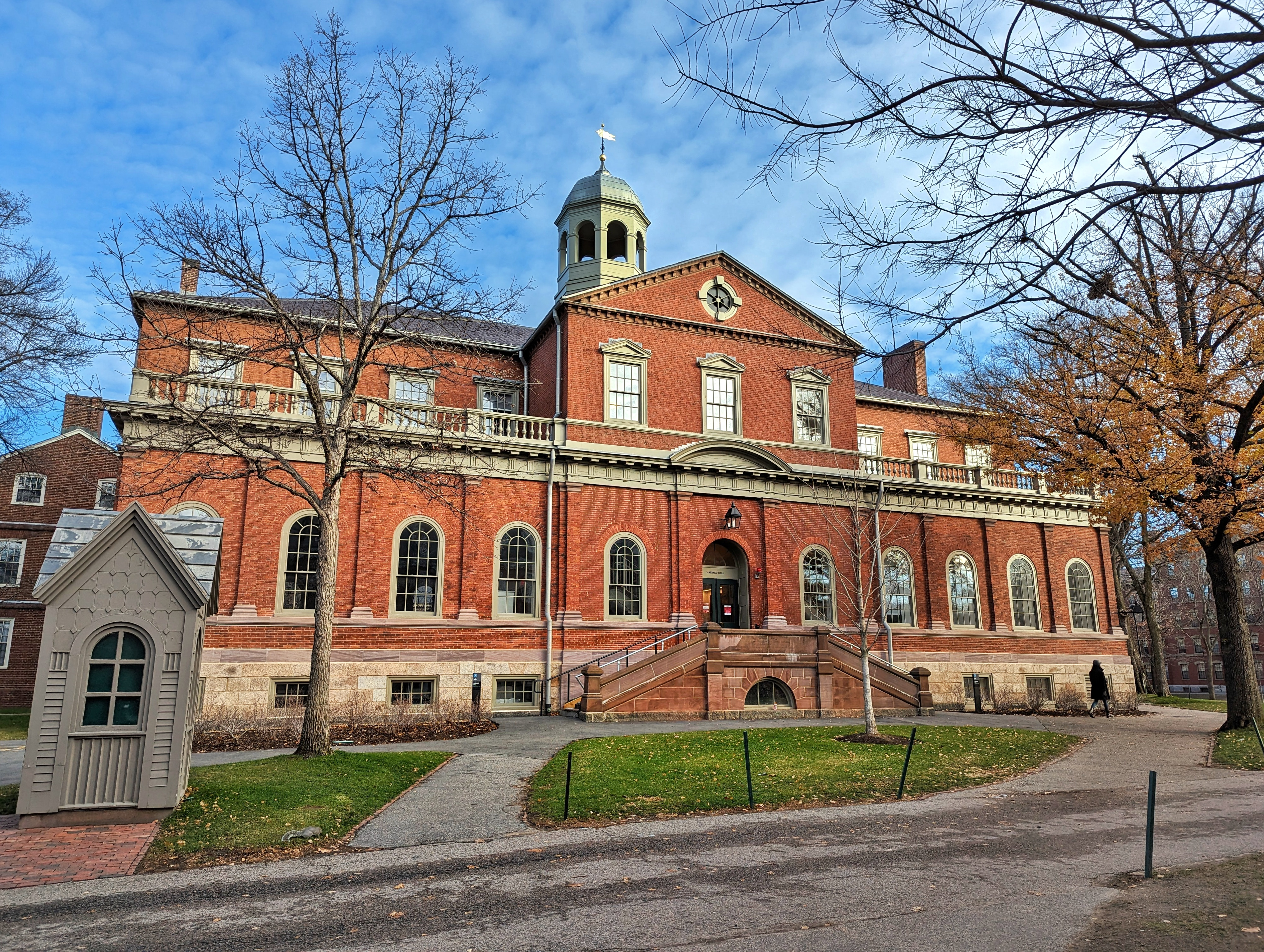
Harvard Hall